# ベッセル点
ベッセル点（ベッセルてん）は、均等荷重の梁を2点で支持したときに、梁の中立軸上の両端間距離に与えるたわみの影響が最小になる支持位置である。

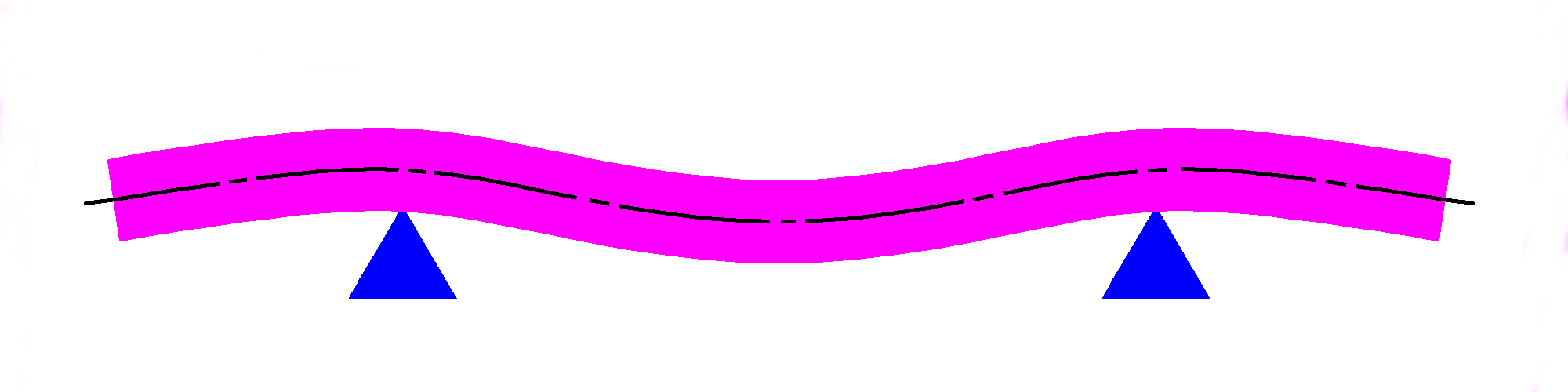
図1. ベッセル点で支持された梁のたわみ

梁の長さLに対し
(1/2 ± X/2) L ≒ (1/2 ± 0.279 690 059)L
の位置になる。ここで、X は四次方程式
X4 − 40 X3 + 70 X2 − 15 = 0
の解のひとつ
X ≒ 0.559 380 119
である。
自重を考慮した梁の支持点としてベッセル点の他にエアリー点がある。

## 導出
均等荷重を受ける2点支持された梁の任意の位置でのたわみ角は、弾性曲線方程式より
{\displaystyle y} : 梁の中央からの位置
{\displaystyle \theta (y)} : 任意の位置{\displaystyle y}での梁のたわみ角
{\displaystyle \pm X\cdot L/2} : 支持位置
{\displaystyle L} : たわみが無い状態での梁の長さ
{\displaystyle E} : 梁のヤング率
{\displaystyle I} : 梁の断面二次モーメント
{\displaystyle q} : 梁の単位長さあたりの重量
とすると、

梁の中央から支持点の範囲すなわち {\displaystyle 0\leq y\leq X\cdot L/2} においては
{\displaystyle \theta (y)=-{\frac {q}{EI}}\cdot \{{\frac {y^{3}}{6}}+y\cdot L^{2}\cdot ({\frac {1}{8}}-{\frac {X}{4}})\}}
支持点から端面の範囲すなわち {\displaystyle X\cdot L/2\leq y\leq L/2} においては
{\displaystyle \theta (y)=-{\frac {q}{EI}}\cdot ({\frac {y^{3}}{6}}-{\frac {y^{2}\cdot L}{4}}+{\frac {y\cdot L^{2}}{8}}-{\frac {X^{2}\cdot L^{3}}{16}})}
である。

また、梁の微小部位 {\displaystyle dL} を測定する際に、この部位と測定軸とが平行でなく {\displaystyle \theta } の角度をなしているとコサイン誤差が生じ、この部位は {\displaystyle cos\theta \cdot dL} として測定される。したがって、
{\displaystyle L_{V}} : たわみ梁の両端面間の寸法
とすれば、
{\displaystyle L_{V}=\int _{-L/2}^{+L/2}\{cos\theta (y)\}dy}
{\displaystyle \fallingdotseq 2\int _{0}^{X\cdot L/2}\{1-{\frac {\theta ^{2}(y)}{2}}\}dy+2\int _{X\cdot L/2}^{+L/2}\{1-{\frac {\theta ^{2}(y)}{2}}\}dy}
{\displaystyle =L-{\frac {q^{2}}{(EI)^{2}}}\cdot {\frac {L^{7}}{7680}}\cdot ({\frac {1}{6}}\cdot X^{6}-8\cdot X^{5}+{\frac {35}{2}}\cdot X^{4}-{\frac {15}{2}}\cdot X^{2}+{\frac {15}{14}})}
となる。
ベッセル点では、たわみの影響が最も小さい、つまり {\displaystyle X} を変数としたときに寸法 {\displaystyle L_{V}} は極値であり、
{\displaystyle {\frac {dL_{V}}{dX}}=0}
となるので、
{\displaystyle {\frac {dL_{V}}{dX}}=-{\frac {q^{2}}{(EI)^{2}}}\cdot {\frac {L^{7}}{7680}}\cdot X\cdot (X^{4}-40\cdot X^{3}+70\cdot X^{2}-15)}
より、ベッセル点では、
{\displaystyle X^{4}-40\cdot X^{3}+70\cdot X^{2}-15=0}
を満たす。